# Gebruiksvoorwerp
Gebruiksvoorwerp is de verzamelnaam voor objecten die door mensen worden gebruikt, zoals:
- gereedschap
- keukengerei
- meubilair
- witgoed

Goederen die als grondstoffen (of halffabricaten) worden gebruikt, worden over het algemeen niet als gebruiksvoorwerp gezien. Pas nadat de er een bewerking op heeft plaatsgevonden, wordt het een gebruiksvoorwerp. Wegwerpartikelen zijn (gebruiks)voorwerpen die maar een of enkele malen gebruikt worden.
- klei (grondstof) → bord (gebruiksvoorwerp)
- ijzer (grondstof) → beitel (gebruiksvoorwerp)
- hout (grondstof) → tafel (gebruiksvoorwerp)

De kunst van het vormgeven van gebruiksvoorwerpen noemt men toegepaste kunst.